# Гі Алдонс II де Дюрфор
Гі Алдонс II де Дюрфор (фр. Guy Aldonce II de Durfort; 22 серпня 1630 — 22 жовтня 1702) — військовий та державний діяч Французького королівства, 1-й герцог Кентен-Лорж, маршал Франції.

## Походження
Походив з гієньського шляхетського роду Дюрфор, гілки Дюрас. Четвертий син Гі Алдонса I де Дюрфора, маркіза Дюра, та Єлизавети (доньки Анрі де ла Тур д'Овернь, герцога Бульонського). Народився 1630 року в Дюрасі. У нього був брат-близнюк Арман, що помер 1631 року. Виховувався у кальвіністському дусі. Здобув гарну та всебічну освіту. 1665 року після смерті батька титул графа Лоржа. Перейшов до католицтва. Його брат Жак Анрі де Дюрфор також був маршалом Франції. Інший брат Луї був генералом на службі англійського короля.

## Служба
Вступив до королівської гвардії, служив в охороні короля. Відзначився у Деволюційній війні як хоробрий офіцер. Стає табірним маршалом (на кшталт генерала-майора), згодом присвоєно звання генерал-лейтенанта.
Брав участь у Голландській війні з 1672 року під орудою стриєчного брата Анрі де Тюрена. 1675 року брав участь у битві при Зальцбах. Разом з Ніколя де Ботру, маркізом Вобруном, очолював відступаюче військо до Сасбах. Потім спільно з Вобруном зумів зупинити австрійські війська у битві біля Альтенгаймі. Потім передав командування Людовику де Конде. Натомість отримав звання маршала Франції. 1676 року оженився з представницею роду фінансистів Фремон.
1681 року отримав за рішенням короля баронію Кентен. 1685 року очолював посольство до Англії, щоб привітати Якова II Стюарта зі сходженням на трон. 1688 року стає кавалером Ордена Святого Духу. 1689 року стає губернатором Гієні.
У 1690 році очолив війська в Німеччині. 1691 року стає 1-м герцогом Кентен. 1692 року переміг у битві біля Порцгаймі принца Фрідріха Карла Вюртембег-Вінненталя. Після цього захопив Ноенбург. За цим змусив ландграфа Карла Гессен-Кассельського зняти облогу з фортеці Ебернбург. 1693 року зайняв Гайдельберг. Також зайняв маркграфство Баден-Баден, сплюндрувавши частину герцогства Вюртемберг. Втім під тиском імперських військ мусив повернутися за Рейн. Був призначений губернатором Лотарингії.
Помер 1702 року в Парижі внаслідок невдалої операції з видалення каменю з нирок.

## Родина
Дружина — Женев'єва, донька Ніколя Фремона, хранителя королівських коштовностей.
Діти:
- Марія-Габріела (1678—1743), дружина Луї де Рувруа, герцога Сен-Симона
- Женев'єва Марія (1680—1740), дружина Антуана Номпара де Коммона, герцога Лозена
- Гі Ніколя (1683—1758), 2-й герцог Кентен, 1-й герцог Лорж, капітан королівської гвардії
- Єлизавета Габріела (д/н—1727), абатиса Андеці
- Клода Сюзанна Тереза (д/н—1745), абатиса Сен-Аман в Руані
- Марія Луза Габріела